# Renkenberge
Renkenberge é um município da Alemanha localizado no distrito de Emsland, estado da Baixa Saxônia.
Pertence ao Samtgemeinde de Lathen. Que tem sua sede administrativa na cidade de Lathen.

## Geografia

### Localização geográfica
Renkenberge fica entre entre Papenburg e Meppen em um canal lateral do perto do Canal Dortmund-Ems.